# Iryna Stelmach
Iryna Stelmach (ukrainisch Ірина Стельмах, wiss. Transliteration Iryna Stelʹmach; * 18. August 1993 in Kosowa, Ukraine) ist eine ehemalige ukrainische Handballspielerin, die für die ukrainische Nationalmannschaft auflief.

## Karriere

### Im Verein
Iryna Stelmach spielte anfangs für DjuSSch aus Kosowa, HK Ternopil und LUFK. Ab dem Jahr 2009 lief sie für den ukrainischen Erstligisten HK Halytschanka Lwiw auf. Nachdem die Kreisläuferin mit Halytschanka 2015 die ukrainische Meisterschaft gewonnen hatte, schloss sie sich dem polnischen Erstligisten Olimpia-Beskid Nowy Sącz an. Dort fiel Stelmach aufgrund einer schweren Schulterverletzung lange aus. Am Ende der Saison 2016/17 wurde ihr auslaufender Vertrag nicht verlängert.
Stelmach kehrte Anfang 2018 zum HK Halytschanka Lwiw zurück. Mit Halytschanka gewann sie 2019 sowohl die ukrainische Meisterschaft als auch den ukrainischen Pokal. In der Spielzeit 2019/20 lief Stelmach für den belarussischen Verein HK Homel auf, mit dem sie die Meisterschaft gewann. Anschließend wechselte sie zum russischen Erstligisten GK Astrachanotschka. Ab der Saison 2021/22 stand sie beim kroatischen Verein ŽRK Podravka Koprivnica unter Vertrag. Mit Podravka Koprivnica gewann sie 2022 den kroatischen Pokal. Stelmach besaß zwar für die Saison 2023/24 einen Vertrag beim rumänischen Verein CSM Corona Brașov, jedoch entschloss sie sich im Juli 2023 ihre Karriere aufgrund ihrer familiären Situation und aus gesundheitlichen Bedenken zu beenden.

### In Auswahlmannschaften
Iryna Stelmach bestritt 36 Länderspiele für die ukrainische Nationalmannschaft. Bislang nahm sie mit der ukrainischen Auswahl nur an der Europameisterschaft 2014 teil. Die Mannschaft schloss das Turnier auf dem letzten Platz ab.
Stelmach nahm mit der ukrainischen Studentenauswahl an der Sommer-Universiade 2015 teil.